# Taxi (film, 1998)
Taxi je francouzský film režiséra Gérarda Pirèse natočený podle scénáře Luca Bessona v roce 1998. Hlavním hrdinou je taxikář Daniel, milovník rychlosti, který žije ve francouzském přístavu Marseille.

## Děj
Daniel žije v Marseille a pracuje jako poslíček pro rozvoz pizzy na skútru. Díky tomu se ve městě vyzná. Rozhodne se skončit s neperspektivním zaměstnáním a pustí se do kariéry taxikáře. Začne se mu dařit i v osobním životě, protože začne chodit se svou kamarádkou Lily, ale oba prakticky nejsou schopní najít si pro sebe v noci čas. Protože je ale milovník rychlosti, nemůže jeho taxík být obyčejný. Svůj Peugeot 406 vybaví sportovním motorem a aerodynamickými prvky a stane se nedostižným pro místní dopravní policii. Ta mezitím pracuje na plánu, jak polapit německý gang bankovních lupičů, jezdící s rychlými vozy Mercedes-Benz. U policie pracuje i smolař Emilián, kterému se nedaří získat řidičský průkaz. Daniel jednou sveze jeho matku a spřátelí se s ní. Ta však tají, že její syn je policista. Daniel ho jednou sveze do práce, ale nedodrží předpisy. Emilián ho tedy zatkne, ale nezavře ho. Chce prolomit svou smůlu, a tak se s Danielem domluví, že mu pomůže dopadnou gang. Oba zjistí že lupiči mizí tak, že Mercedesy přelakují. Vymyslí plán, jak gang vylákat z města na rozestavěnou dálnici, kde je dopadne policie. Za svůj čin oba získají vyznamenání a policie zajistí Danielovi start na Velké ceně Francie.

## Pokračování a remake
Po úspěchu filmu byla natočena volná pokračování Taxi, Taxi (2000), Taxi 3 (2003) a Taxi 4 (2007). Samotný film Taxi byl nově zpracován ve stejnojmenném americkém filmu z roku 2004 (Taxi) s Queen Latifah v hlavní roli.